# Regiane Alves
Regiane Kelly Lima Alves (sinh ngày 31 tháng 8 năm 1978), được biết đến với cái tên Regiane Alves, là một nữ diễn viên người Brazil và cựu người mẫu thiết kế thời trang. Vai diễn đầu tiên của cô là Ana Clara, nhân vật chính trong vở opera xà phòng SBT Fascinação. Vai diễn nổi bật đầu tiên của cô là nhân vật phản diện Dóris trong xà phòng Rede Globo Mulheres Apaixonadas và vai chính Belinha trong vở opera Cabocla. Vai chính đầu tiên của cô trong Rede Globo là Joana trong xà phòng Beleza Pura. Một sự thật tò mò là ở Laços de Família, Mulheres Apaixonadas và Páginas da Vida, tất cả từ tác giả Manoel Carlos, Regiane đóng vai phản diện, cụ thể là các nhân vật phản diện Clara, Dóris và Alice.
Regiane Alves chụp ảnh cho số ra kỷ niệm Playboy Brazil năm 2003. Tuy nhiên, bên ngoài truyền thông, cô tuyên bố mình "mắc cỡ" và tránh tiếp xúc với công chúng.

## Tiểu sử
Regiane Alves sinh ra ở Santo André, vùng đô thị São Paulo. Cô là con gái của giám sát bán hàng Jose Monteiro Alves và ở nhà Maria Aparecida Alves Lima. Ngay từ khi còn nhỏ Regiane Alves đã bắt đầu quan tâm đến sự nghiệp nghệ thuật. Regiane Alves tham gia các cuộc thi thơ và lễ hội khiêu vũ ở trường đại học, luôn nằm trong số ba nơi đầu tiên.

## Cuộc sống cá nhân
Giữa năm 1996 và 1999 Regiane Alves đã kết hôn với quảng cáo Carlos Augusto Nogueira, nhưng đã ly dị.
Năm 2000, Regiane Alves kết hôn với trợ lý giám đốc André Felipe Binder, cuộc hôn nhân này, nhưng  chỉ kéo dài đến năm 2004, khi hai người ly hôn.
Năm 2005 Regiane Alves bắt đầu một mối tình với nhạc sĩ Thiago Antunes và ngày 10 tháng 10 năm 2009, sau bốn năm bên nhau, nữ diễn viên kết hôn với anh tại Barra da Tijuca, phía tây thành phố Rio de Janeiro. Vào tháng 5 năm 2010, Regiane Alves đã xác nhận ly hôn.
Regiane Alves đã kết hôn với nam diễn viên và nhà làm phim João Gimenez, con trai của Regina Duarte. Vào ngày 26 tháng 4 năm 2014, Regiane hạ sinh con trai đầu lòng, João Gabriel, được sinh ra sau khi sinh mổ. Vào ngày 26 tháng 8 năm 2015, cô hạ sinh đứa con trai thứ hai, Antônio.